# 퍼기
퍼기 더멜(Fergie Duhamel, 본명 : 스테이시 앤 퍼거슨, 1975년 3월 27일 ~ )은 미국의 싱어송라이터이자 배우이다. 한때 그룹 와일드 오키드(Wild Orchid)의 멤버였고, 현재는 그룹 블랙 아이드 피스에서 랩과 보컬 역할을 맡고 있다. 2001년 그룹 와일드 오키드를 떠나, 다음 해 블랙 아이드 피스에 합류하였다. 2006년에 발매한 'The Dutchess'에 싱글들은 모두 빌보드 200에서 1위를 차지했다. 2006년에는 솔로 앨범을 발매하고, 2014년, 엄청난 공백기를 지나 싱글 "L.A. LOVE (la la)"를 발매하였다.

## 사생활
3살 연상의 배우 조시 더멜과 5년 간의 열애 끝에 2009년 1월 결혼식을 올렸다. 2013년 8월 첫 아들 액슬 더멜을 출산하였다.

## 음반 목록
솔로 활동

### 정규 앨범
- The Dutchess (2006)

### 싱글 앨범
- London Bridge (2006)
- Fergalicious (2006)
- Glamorous (2007)
- Big Girls Don't Cry(Personal) (2007)
- Clumsy (2007)
- Big Girls Don't Cry (2007)
- Pick It Up (2007)
- Here I Come 2008)
- Finally (2008)
- Labels or Love (2008)
- L.O.V.E. (Let One Voice Emerge) (2012)
- A Little Party Never Killed Nobody (All We Got) (2013)
- L.A. LOVE (la la) (2015)